# 瓦季姆·菲利莫诺夫
瓦季姆·多纳托维奇·菲利莫诺夫（俄語：Вадим Донатович Филимонов，1931年1月14日—2022年9月12日），俄罗斯法学家、政治人物。

## 生平
1953年毕业于托木斯克国立大学法学院，留校任教。1959年在列宁格勒国立大学函授研究生学习。1978年至1990年、1992年至2000年，担任刑法系主任。1988年至1990年，担任托木斯克国立大学第一副校长。1993年当选俄罗斯联邦共产党中央委员会委员。1993年至1999年，担任国家杜马议员，期间参加了俄罗斯联邦刑法典和俄罗斯联邦监狱法的起草工作。2022年9月12日逝世。